# C'est un oiseau du bois sauvage
C'est un oiseau du bois sauvage est une mélodie d'Augusta Holmès composée en 1900.

## Composition
Augusta Holmès compose C'est un oiseau du bois sauvage en 1900, sur un poème qu'elle écrit elle-même. L'œuvre est écrite en si majeur. Elle est publiée aux éditions Heugel.